# Ridgefield Park
Pour les articles homonymes, voir Ridgefield.
Ridgefield Park est une localité ayant le statut de village, située dans le comté de Bergen, dans l'État du New Jersey aux États-Unis. En 2010, sa population est de 12 729 habitants.

## Source de la traduction
- (en) Cet article est partiellement ou en totalité issu de l’article de Wikipédia en anglais intitulé « Ridgefield Park, New Jersey » (voir la liste des auteurs).